# Cagny
Cagny é uma comuna francesa na região administrativa da Normandia, no departamento Calvados. Estende-se por uma área de 8,46 km². Em 2010 a comuna tinha 1 966 habitantes (densidade: 232,4 hab./km²).